# J. Warren Keifer
Joseph Warren Keifer, född 30 januari 1836 i Clark County, Ohio, död 22 april 1932 i Springfield, Ohio, var en amerikansk republikansk politiker. Han var den 34:e talmannen i USA:s representanthus 1881-1883.
Keifer studerade vid Antioch College i Yellow Springs, Ohio. Därefter studerade han juridik och inledde 1858 sin karriär som advokat i Springfield, Ohio. Han deltog sedan i amerikanska inbördeskriget. Keifer befordrades 1862 till överste och 9 april 1865 till generalmajor. I juli 1865 återvände han till det civila och fortsatte sin karriär som advokat. Han var ledamot av delstatens senat 1868-1869 och ledamot av USA:s representanthus 1877-1885 samt 1905-1911. När republikanerna vann majoritet i den 47:e kongressen, valdes Keifer till talman. Demokraterna återfick kontrollen i den 48:e kongressen, och John G. Carlisle efterträdde Keifer som talman.
Keifer deltog i spansk-amerikanska kriget som generalmajor.